# لوس لاگوس
لوس لاگوس (به اسپانیایی: Los Lagos, Chile) یک بخش (کمون) در شیلی است که در استان والدیویا واقع شده‌است.

## خصوصیات
لوس لاگوس ۱٬۷۹۱٫۲ کیلومترمربع مساحت و ۱۸٬۷۳۳ نفر جمعیت دارد و ۳۱ متر بالاتر از سطح دریا واقع شده‌است.